# Guy David (mathématicien)
Pour les articles homonymes, voir Guy David et David.
Guy David, né le 1er juin 1957 à Saint-Omer (Pas-de-Calais), est un mathématicien français spécialiste de l'analyse.

## Biographie
David est ancien élève de l'École normale supérieure. En 1981, il obtient un doctorat à l'université Paris-Sud sous la direction d'Yves Meyer. De 1982 à 1989, il est attaché de recherches au Centre de mathématiques de l’École polytechnique. Il est à professeur à l'université de Paris-Sud depuis 1989.
David étudie la théorie des équations intégrales singulières selon la théorie de Calderón et les espaces de Hardy. Entre autres, il s'intéresse au problème de Painlevé, dont la solution, par Xavier Tolsa est fondée aussi sur des méthodes de David. David résout en 1998 un cas particulier, la conjecture de Vitushkine. Il travaille aussi sur la conjecture de Mumford (et de la théorie de décomposition d'images) et ses résultats sur la théorie des espaces de Hardy contribuent à la solution de la version continue analytique du problème du voyageur de commerce par Peter Jones en 1990.

## Prix et distinctions
- Il est Foreign Honorary Member de l’American Academy of Arts and Sciences
- Il est conférencier invité au Congrès international des mathématiciens à Berkeley en 1986
- En 1987, il est lauréat du Prix Salem
- En 2001, il reçoit une médaille d'argent du CNRS
- En 2004, il est lauréat du prix Ferran Sunyer i Balaguer pour le livre Singular sets of minimizers for the Mumford-Shah functional[2].
- En 2004, il reçoit le prix Servant.